# Lista över fornlämningar i Hudiksvalls kommun (Enånger)
Lista över fornlämningar i Hudiksvalls kommun (Enånger) är en förteckning av ett urval av de fornlämningar som finns i Enånger i Hudiksvalls kommun.
| Namn                                 | Lämningstyp      | Tillkomsttid | Historisk indelning  | Plats | Läge                 | ID-nr          | Bild                                 |
| ------------------------------------ | ---------------- | ------------ | -------------------- | ----- | -------------------- | -------------- | ------------------------------------ |
| Arstabacken (Enånger 6:1)            | Gravfält         |              | Enånger, Hälsingland |       | 61.543103, 17.007833 | 10240100060001 | Ladda upp en bild av detta fornminne |
| Brudbacken (Enånger 10:1)            | Gravfält         |              | Enånger, Hälsingland |       | 61.536585, 16.962366 | 10240100100001 | Ladda upp en bild av detta fornminne |
| Enånger 13:1                         | Gravfält         |              | Enånger, Hälsingland |       | 61.554302, 17.000455 | 10240100130001 | Ladda upp en bild av detta fornminne |
| Offerkistan (Enånger 15:1)           | Röse             |              | Enånger, Hälsingland |       | 61.564559, 16.948145 | 10240100150001 | Ladda upp en bild av detta fornminne |
| Enånger 16:1                         | Stensättning     |              | Enånger, Hälsingland |       | 61.553693, 16.986259 | 10240100160001 | Ladda upp en bild av detta fornminne |
| Enånger 16:2                         | Stensättning     |              | Enånger, Hälsingland |       | 61.553798, 16.986161 | 10240100160002 | Ladda upp en bild av detta fornminne |
| Enånger 17:1                         | Stensättning     |              | Enånger, Hälsingland |       | 61.552578, 16.999374 | 10240100170001 | Ladda upp en bild av detta fornminne |
| Enånger 17:2                         | Stensättning     |              | Enånger, Hälsingland |       | 61.552811, 16.999827 | 10240100170002 | Ladda upp en bild av detta fornminne |
| Enånger 17:3                         | Stensättning     |              | Enånger, Hälsingland |       | 61.552793, 17.000018 | 10240100170003 | Ladda upp en bild av detta fornminne |
| Enånger 18:1                         | Gravfält         |              | Enånger, Hälsingland |       | 61.550670, 16.998303 | 10240100180001 | Ladda upp en bild av detta fornminne |
| Enånger 22:1                         | Röse             |              | Enånger, Hälsingland |       | 61.571239, 17.089189 | 10240100220001 | Ladda upp en bild av detta fornminne |
| Enånger 25:1                         | Röse             |              | Enånger, Hälsingland |       | 61.548811, 17.188934 | 10240100250001 | Ladda upp en bild av detta fornminne |
| Enånger 26:1                         | Stensättning     |              | Enånger, Hälsingland |       | 61.551580, 17.195440 | 10240100260001 | Ladda upp en bild av detta fornminne |
| Enånger 27:1                         | Röse             |              | Enånger, Hälsingland |       | 61.561034, 17.092832 | 10240100270001 | Ladda upp en bild av detta fornminne |
| Enånger 27:2                         | Röse             |              | Enånger, Hälsingland |       | 61.560948, 17.092362 | 10240100270002 | Ladda upp en bild av detta fornminne |
| Enånger 32:1                         | Röse             |              | Enånger, Hälsingland |       | 61.545554, 17.046764 | 10240100320001 | Ladda upp en bild av detta fornminne |
| Enånger 33:1                         | Röse             |              | Enånger, Hälsingland |       | 61.540977, 17.046729 | 10240100330001 | Ladda upp en bild av detta fornminne |
| Enånger 38:1                         | Stensättning     |              | Enånger, Hälsingland |       | 61.542740, 17.006459 | 10240100380001 | Ladda upp en bild av detta fornminne |
| Enånger 40:1                         | Röse             |              | Enånger, Hälsingland |       | 61.493696, 17.124184 | 10240100400001 | Ladda upp en bild av detta fornminne |
| Enånger 51:1                         | Stensättning     |              | Enånger, Hälsingland |       | 61.517477, 17.124508 | 10240100510001 | Ladda upp en bild av detta fornminne |
| Enånger 53:1                         | Röse             |              | Enånger, Hälsingland |       | 61.488812, 17.164224 | 10240100530001 | Ladda upp en bild av detta fornminne |
| Enånger 53:2                         | Stensättning     |              | Enånger, Hälsingland |       | 61.488685, 17.164000 | 10240100530002 | Ladda upp en bild av detta fornminne |
| Enånger 54:1                         | Stensättning     |              | Enånger, Hälsingland |       | 61.503278, 17.124708 | 10240100540001 | Ladda upp en bild av detta fornminne |
| Enånger 54:2                         | Stensättning     |              | Enånger, Hälsingland |       | 61.502959, 17.125028 | 10240100540002 | Ladda upp en bild av detta fornminne |
| Enånger 55:1                         | Röse             |              | Enånger, Hälsingland |       | 61.502043, 17.123667 | 10240100550001 | Ladda upp en bild av detta fornminne |
| Enånger 55:2                         | Röse             |              | Enånger, Hälsingland |       | 61.501987, 17.122534 | 10240100550002 | Ladda upp en bild av detta fornminne |
| Enånger 56:1                         | Röse             |              | Enånger, Hälsingland |       | 61.496354, 17.131203 | 10240100560001 | Ladda upp en bild av detta fornminne |
| Enånger 57:1                         | Röse             |              | Enånger, Hälsingland |       | 61.499320, 17.120895 | 10240100570001 | Ladda upp en bild av detta fornminne |
| Enånger 58:1                         | Stensättning     |              | Enånger, Hälsingland |       | 61.511629, 17.105082 | 10240100580001 | Ladda upp en bild av detta fornminne |
| Enånger 59:1                         | Röse             |              | Enånger, Hälsingland |       | 61.475470, 17.137801 | 10240100590001 | Ladda upp en bild av detta fornminne |
| Enånger 60:1                         | Röse             |              | Enånger, Hälsingland |       | 61.464295, 17.103206 | 10240100600001 | Ladda upp en bild av detta fornminne |
| Enånger 60:2                         | Röse             |              | Enånger, Hälsingland |       | 61.464236, 17.103464 | 10240100600002 | Ladda upp en bild av detta fornminne |
| Enånger 60:3                         | Stensättning     |              | Enånger, Hälsingland |       | 61.464005, 17.103929 | 10240100600003 | Ladda upp en bild av detta fornminne |
| Enånger 62:1                         | Röse             |              | Enånger, Hälsingland |       | 61.449466, 17.120170 | 10240100620001 | Ladda upp en bild av detta fornminne |
| Enånger 62:2                         | Stensättning     |              | Enånger, Hälsingland |       | 61.449265, 17.120234 | 10240100620002 | Ladda upp en bild av detta fornminne |
| Enånger 64:1                         | Stensättning     |              | Enånger, Hälsingland |       | 61.444969, 17.119104 | 10240100640001 | Ladda upp en bild av detta fornminne |
| Enånger 73:1                         | Stensättning     |              | Enånger, Hälsingland |       | 61.483765, 16.937577 | 10240100730001 | Ladda upp en bild av detta fornminne |
| Enånger 74:1                         | Gravfält         |              | Enånger, Hälsingland |       | 61.482380, 16.940648 | 10240100740001 | Ladda upp en bild av detta fornminne |
| Enånger 76:1                         | Stensättning     |              | Enånger, Hälsingland |       | 61.439506, 17.128992 | 10240100760001 | Ladda upp en bild av detta fornminne |
| Enånger 79:1                         | Gravfält         |              | Enånger, Hälsingland |       | 61.532985, 17.179476 | 10240100790001 | Ladda upp en bild av detta fornminne |
| Enånger 80:1                         | Röse             |              | Enånger, Hälsingland |       | 61.520336, 17.162047 | 10240100800001 | Ladda upp en bild av detta fornminne |
| Enånger 82:1                         | Röse             |              | Enånger, Hälsingland |       | 61.510955, 16.942523 | 10240100820001 | Ladda upp en bild av detta fornminne |
| Enånger 85:1                         | Röse             |              | Enånger, Hälsingland |       | 61.600327, 16.873422 | 10240100850001 | Ladda upp en bild av detta fornminne |
| Enånger 86:1                         | Röse             |              | Enånger, Hälsingland |       | 61.480549, 17.167376 | 10240100860001 | Ladda upp en bild av detta fornminne |
| Enånger 87:1                         | Röse             |              | Enånger, Hälsingland |       | 61.423475, 17.173256 | 10240100870001 | Ladda upp en bild av detta fornminne |
| Enånger 87:2                         | Stensättning     |              | Enånger, Hälsingland |       | 61.423249, 17.173923 | 10240100870002 | Ladda upp en bild av detta fornminne |
| Enånger 88:1                         | Stensättning     |              | Enånger, Hälsingland |       | 61.551466, 17.201602 | 10240100880001 | Ladda upp en bild av detta fornminne |
| Enånger 91:1                         | Stensättning     |              | Enånger, Hälsingland |       | 61.456339, 17.092346 | 10240100910001 | Ladda upp en bild av detta fornminne |
| Enånger 107:1                        | Stensättning     |              | Enånger, Hälsingland |       | 61.543473, 17.008288 | 10240101070001 | Ladda upp en bild av detta fornminne |
| Enånger 124:1                        | Röse             |              | Enånger, Hälsingland |       | 61.496053, 17.124967 | 10240101240001 | Ladda upp en bild av detta fornminne |
| Enånger 125:1                        | Stensättning     |              | Enånger, Hälsingland |       | 61.492179, 17.123424 | 10240101250001 | Ladda upp en bild av detta fornminne |
| Enånger 125:2                        | Stensättning     |              | Enånger, Hälsingland |       | 61.492092, 17.123499 | 10240101250002 | Ladda upp en bild av detta fornminne |
| Enånger 125:3                        | Stensättning     |              | Enånger, Hälsingland |       | 61.492149, 17.123450 | 10240101250003 | Ladda upp en bild av detta fornminne |
| Enånger 127:1                        | Röse             |              | Enånger, Hälsingland |       | 61.488385, 17.134153 | 10240101270001 | Ladda upp en bild av detta fornminne |
| Enånger 128:1                        | Stensättning     |              | Enånger, Hälsingland |       | 61.491998, 17.136109 | 10240101280001 | Ladda upp en bild av detta fornminne |
| Enånger 130:1                        | Röse             |              | Enånger, Hälsingland |       | 61.529083, 17.082625 | 10240101300001 | Ladda upp en bild av detta fornminne |
| Enånger 131:1                        | Röse             |              | Enånger, Hälsingland |       | 61.551879, 17.090969 | 10240101310001 | Ladda upp en bild av detta fornminne |
| Enångers gamla kyrka (Enånger 132:1) | Begravningsplats |              | Enånger, Hälsingland |       | 61.544933, 17.005525 | 10240101320001 | Ladda upp en bild av detta fornminne |
| Enånger 136:1                        | Fiskeläge        |              | Enånger, Hälsingland |       | 61.513349, 17.175374 | 10240101360001 | Ladda upp en bild av detta fornminne |
| Enånger 136:2                        | Fiskeläge        |              | Enånger, Hälsingland |       | 61.514182, 17.175508 | 10240101360002 | Ladda upp en bild av detta fornminne |
| Byxhamnen (Enånger 138:1)            | Fiskeläge        |              | Enånger, Hälsingland |       | 61.530607, 17.193199 | 10240101380001 | Ladda upp en bild av detta fornminne |
| Enånger 140:1                        | Fiskeläge        |              | Enånger, Hälsingland |       | 61.527782, 17.199468 | 10240101400001 | Ladda upp en bild av detta fornminne |
| Enånger 141:1                        | Fiskeläge        |              | Enånger, Hälsingland |       | 61.533187, 17.188996 | 10240101410001 | Ladda upp en bild av detta fornminne |
| Enånger 141:2                        | Fiskeläge        |              | Enånger, Hälsingland |       | 61.532786, 17.189988 | 10240101410002 | Ladda upp en bild av detta fornminne |
| Kyrkberget (Enånger 144:2)           | Kyrka/kapell     |              | Enånger, Hälsingland |       | 61.552894, 16.811041 | 10240101440002 | Ladda upp en bild av detta fornminne |